# Borys Malkin
Borys Malkin, né le 20 novembre 1917 à Vitebsk en Russie et décédé le 12 août 2009 à Varsovie en Pologne, est un anthropologue, herpétologiste et entomologiste polonais.

## Biographie

### Jeunesse et études
Né à Vitebsk en Russie, Borys Malkin déménage très rapidement (ses parents désirant fuir la révolution d'Octobre) à Varsovie où il passe les vingt premières années de sa vie. Dès son jeune âge, il se passionne pour l'étude des cartes et les explorations et se destine à œuvrer à l'approfondissement de la connaissance des terres lointaines. En plus de la géographie, il est également intéressé par toutes sortes d'animaux, et en particulier par les insectes. Mais indiscipliné, il quitte l'école sans diplôme.
En 1938, il émigre aux États-Unis et rejoint son oncle à New York. Dès lors, il entre en contact avec plusieurs entomologistes spécialistes des coléoptères, assiste à des réunions organisées par le Brooklyn Museum et le Musée américain d'histoire naturelle. Malkin se penche également sur l'anthropologie à la suite de la lecture de « L'esprit de l'homme primitif » (The Mind of Primitive Man, 1911) du célèbre anthropologue américain Franz Boas.

### S'ouvre aux sciences alors que la guerre éclate
En 1941, il s'inscrit à l'Université d'Oregon à Eugène grâce à une bourse d'études pour les jeunes immigrants et explore deux spécialités simultanément : l'anthropologie et la biologie (en mettant l'accent sur la zoologie). Un an plus tard, alors qu'il est devenu citoyen américain et que les États-Unis sont entrés en guerre contre l'empire du Japon et l'Axe en général, il est enrôlé dans l'armée. Combattant au sein de l'US Air Force, il est envoyé dans le Pacifique (Nouvelle-Guinée, Queensland, Darwin, Luçon…) et profite de son temps libre pour se consacrer à la collecte d'araignées qu'il envoie au Musée américain d'histoire naturelle et à la Smithsonian Institution de Washington, dans le cadre d'une grande « récolte » menée par les soldats américains afin de créer l'une des trois plus grandes collections d'arthropodes au monde.
Une fois la guerre terminée, Borys Malkin retourne en Europe et continue d'étudier l'anthropologie à l'University College de Londres et l'archéologie à l'Institut d'archéologie de la London School of Economics. Dans le même temps, fasciné par l'Afrique, il prépare une expédition sur ce continent à l'Institut des études africaines, qui se matérialise en 1948 grâce à un financement de la California Academy of Sciences de San Francisco, récepteur des spécimens zoologiques et entomologiques collectés par Malkin. Après une année passée sur le continent africain, le Polonais continue sa formation universitaire en anthropologie et en biologie à l'Université de Washington à Seattle.
En 1957, Malkin est chargé d'enseigner l'anthropologie générale à l'Université du Minnesota (Minneapolis). Après moins de deux ans, il renonce à sa carrière de professeur et se consacre exclusivement à sa passion pour les voyages.

### Ses expéditions en Amérique du Sud
À partir de ce moment, Malkin commence un travail intensif sur le terrain, principalement en Amérique du Sud. Durant la période 1957-1994, il étudie plus de quarante groupes autochtones vivant dans les régions du Brésil, de la Colombie, du Suriname, de l'Équateur, du Pérou, de la Bolivie, du Paraguay, du Panama, du Chili et de l'Argentine. Pour certains d'entre eux, il les étudie sur plusieurs années, ce qui lui permet de mieux les connaître et de constater un ou plusieurs changements culturels. Son activité est appelée « anthropologie d'urgence », les scientifiques considérant que c'est le dernier moment pour étudier ces cultures traditionnelles sud-amérindiennes avant leur disparition.
Au cours de sa vie, Malkin recueille près de 17 000 articles liés à la culture matérielle des Sud-Amérindiens, et environ un million de spécimens entomologiques et herpétologiques.
Aujourd'hui, sa collection est stockée dans les plus grands musées d'Europe, américains et polonais.

## Taxons nommés en son honneur
- Phymatodes malkini Fisher, 1942
- Vonones malkini Goodnight & Goodnight, 1953
- Anilloferonia malkini Hatch, 1953
- Porophila malkini Dybas, 1956
- Philonthus malkini Hatch, 1957
- Epiphragmophora malkini Haas, 1962
- Eremochelis malkini (Muma, 1970)
- Notomicrus malkini Young 1978
- Pristimantis malkini (Lynch, 1980)
- Icaleptes malkini Kury & Pérez, 2002
- Paradysderina malkini Platnick & Dupérré, 2011

## Taxons décrits
- Phyllobates terribilis Myers, Daly & Malkin, 1978